# Кентерберийские рассказы (фильм)
«Кентерберийские рассказы» (итал. I racconti di Canterbury) — итальянский художественный фильм 1972 года режиссёра Пьера Паоло Пазолини по мотивам одноимённого произведения классика английской литературы XIV века Джеффри Чосера. Вторая часть так называемой «Трилогии жизни» Пазолини, в которую также входят «Декамерон» (1971) и «Цветок тысячи и одной ночи» (1974).

## Сюжет
В основу сюжета положены восемь из двадцати двух новелл романа Чосера. Многие новеллы, например «Рассказ Монаха», существенно дополнены Пазолини элементами социальной сатиры, направленной, в частности, на обличение симонии, царящей в средневековой церкви. Сюжеты фильма изобилуют фривольными моментами и грубоватым юмором, восходящим к первоисточнику. Пазолини также добавил сюжет с захваченными врасплох гомосексуалами, отсутствующий в оригинале.

## В ролях
- Хью Гриффит — сэр Жанвье
- Лаура Бетти — торговка из Бата
- Нинетто Даволи — Перкин
- Франко Читти — чёрт
- Джозефина Чаплин — Мэй
- Пьер Паоло Пазолини — Джеффри Чосер

## Награды
- «Золотой медведь» Берлинского кинофестиваля 1972 года

## Восприятие
Кинокритик Колин МакКейб написал, что в этом фильме Пазолини «стремился не к точному изображению того времени, а к современному воссозданию его духа». Винсент Кэнби посчитал фильм не слишком удачным. Его нападкам подверглась игра ряда актёров (в частности Даволи), «ужасный саундтрек» и режиссура Пазолини на грани порнографии.